# 藤村志保
藤村 志保（ふじむら しほ、本名；静永 操〈しずなが みさお〉、旧姓；薄〈すすき〉、1939年〈昭和14年〉1月3日 - 2025年〈令和7年〉6月12日）は、日本の女優。神奈川県川崎市出身。所属事務所はオフィス優。日本子守唄協会副会長。

## 人物・来歴
4歳の時、父を戦争で失い、毛糸商を営む母に育てられた。1957年、フェリス女学院高等部卒業。フェリス女学院時代の同級生に安井かずみ。
9歳から日本舞踊の稽古に明け暮れ、19歳で花柳流の名取「麗（うらら）」として日本舞踊を教えるなど、踊りにも精通。
1961年、大映京都撮影所演技研究所に入所。
1962年、市川崑の監督映画『破戒』でデビュー。芸名は、デビュー作の役名「志保」と原作者の島崎藤村に由来する。以降、大映のスターとして主に時代劇で活躍。
テレビドラマにも進出し、1965年、『太閤記』のねね役を演じたのをきっかけに大河ドラマで活躍。
また『欽ちゃんのどこまでやるの!?』、『森田一義アワー 笑っていいとも!』テレフォンショッキング、『徹子の部屋』、『スタジオパークからこんにちは』などバラエティ番組やトーク番組にも多数出演し、軽妙なトークや撮影秘話などを披露。ドラマ・映画・舞台からは窺い知ることのできない素顔を見せている。
1979年、地唄舞の名手・武原はんに師事、1985年から地唄舞披露「藤村志保の会」を開始し、以来、隔年にほぼ一度のペースで主宰。
1983年、女優として初めて、放送番組向上委員会委員に就任。
1985年には臓器移植を取材して著書『脳死をこえて』を書き上げ第6回読売女性ヒューマン・ドキュメンタリー大賞を受賞、同著はテレビドラマ化もされている。自身も腎臓バンクに登録、衆院法務委員会で参考人として意見を述べた。
『風林火山』での演技が認められ、第59回NHK放送文化賞を受賞した。
放送文化資源・資料の保存にも関心を持っており、2011年には日本脚本アーカイブズ（後の一般社団法人日本脚本アーカイブズ推進コンソーシアム）に対し自身の出演作等の台本576冊を寄贈している。
2014年にはNHK大河ドラマ『軍師官兵衛』でナレーションを務め、演出意図から独特な語り口調が賛否両論を起こした。しかし、放送開始直前の同年1月3日に背骨を圧迫骨折する大けがを負い、医師から絶対安静と診断され、今後の収録は困難になったとの理由からナレーションを降板することが同年1月29日に発表された。ナレーションは同年2月16日放送分の第7回から元NHKアナウンサー広瀬修子に交代し、しばらく治療に専念。同年8月までに全快し、同月12日に快気祝いが催されたという。
妹は、巣鴨で料亭「田村」を経営していたが、2014年に閉店した。
2025年6月12日、肺炎のため死去した。86歳没。

## 受賞
- 1962年、ホワイト・ブロンズ賞助演女優賞「破戒」
- 1962年、日本映画プロデューサー協会新人賞「破戒」[11]
- 1985年、（第6回）読売女性ヒューマン・ドキュメンタリー大賞「脳死をこえて」
- 1998年、川崎市文化賞
- 1998年、第53回毎日映画コンクール・田中絹代賞
- 2006年、（第30回）山路ふみ子映画賞・功労賞「二人日和」
- 2007年、（第59回）NHK放送文化賞
- 2007年、（第29回）ヨコハマ映画祭・特別大賞
- 2012年、文化庁長官表彰[1]
- 2013年、第37回山路ふみ子映画賞 山路ふみ子文化財団特別賞[12]

## 出演

### 映画
- 婦系図（1962年）
- 破戒（1962年）
- 斬る（1962年）
- 鯨神（1962年）
- 長脇差忠臣蔵（1962年）
- 青葉城の鬼（1962年）
- 忍びの者シリーズ
  - 忍びの者（1962年）
  - 続・忍びの者（1963年）
  - 忍びの者 続・霧隠才蔵（1964年）
  - 忍びの者 新・霧隠才蔵（1966年）
- 新選組始末記（1963年）
- 破れ傘長庵（1963年）
- 対決（1963年）
- 雑兵物語（1963年）
- 末は博士か大臣か（1963年）
- 座頭市シリーズ
  - 座頭市喧嘩旅（1963年）
  - 座頭市鉄火旅（1967年）
- 眠狂四郎シリーズ
  - 眠狂四郎勝負（1964年）
  - 眠狂四郎女妖剣（1964年）
  - 眠狂四郎無頼剣（1966年）
  - 眠狂四郎悪女狩り（1969年）
- 昨日消えた男（1964年）
- 駿河遊侠伝 賭場荒し（1964年）
- 無茶な奴（1964年）
- 外人墓地の決斗（1964年）
- 大捜査網（1965年）
- 悪名無敵 (1965年)
- 若親分シリーズ
  - 若親分（1965年）
  - 若親分乗り込む（1966年）
  - 若親分を消せ（1967年）
  - 若親分千両肌（1967年）
- 鼠小僧次郎吉（1965年）
- 六人の女を殺した男（1965年）
- 妻の日の愛のかたみに（1965年）
- 悪名無敵（1965年）
- 密告者（1965年）
- ほんだら剣法（1965年）
- ほんだら捕物帖（1966年）
- 大殺陣 雄呂血（1966年）
- 白い巨塔（1966年）
- 大魔神怒る（1966年）
- 東京博徒（1967年）
- 古都憂愁 姉いもうと（1967年）
- ひき裂かれた盛装（1967年）
- なみだ川（1967年）
- 怪談雪女郎（1968年）- ゆき
- 鉄砲伝来記（1968年）
- あゝ陸軍隼戦闘隊（1969年）
- 手錠無用（1969年）
- 刑務所破り（1969年）
- 忍びの衆（1970年）
- 不毛地帯（1976年）

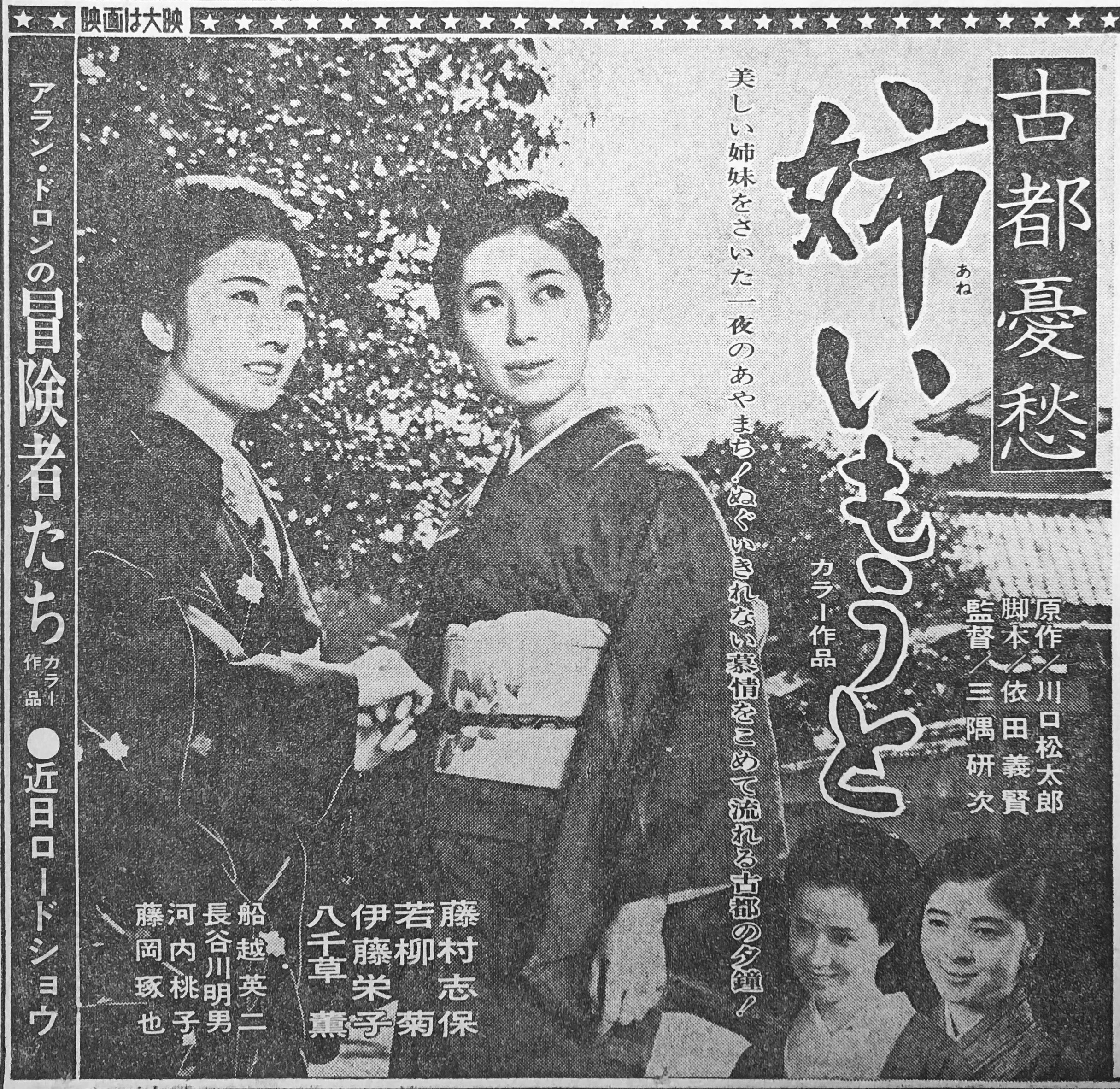
『古都憂愁 姉いもうと』（1967年）

- 男はつらいよ 寅次郎頑張れ!（1977年）
- 遠野物語（1982年）
- ラッコ物語（1987年）
- 子連れ狼 その小さき手に（1993年）
- わが愛の譜 滝廉太郎物語（1993年）
- 東京日和（1997年）
- あ、春（1998年）
- 双生児（1999年）
- 長崎ぶらぶら節（2000年）
- 狗神（2001年）
- ムルデカ17805（2001年）
- 白い犬とワルツを（2002年）
- 花（2003年）
- 嗤う伊右衛門（2004年） - お槇 役
- カーテンコール（2004年）
- 二人日和（2004年）
- 夕凪の街 桜の国（2007年）
- 小津の秋（2007年）
- 陰獣（2008年）※フランス映画
- 砂時計（2008年）-　杏の祖母
- 花のあと（2010年）
- この空の花 長岡花火物語（2012年）
- 悪夢ちゃん The 夢ovie（2014年） - シスターマリカ 役
- 救いたい（2014年） - 吉田ふみ江 役

### テレビドラマ
- 大河ドラマ（NHK総合）
  - 太閤記（1965年） - ねね 役
  - 三姉妹（1967年） - おるい 役
  - 天と地と（1969年） - 藤紫 役
  - 黄金の日日（1978年） - 淀君 役
  - 太平記（1991年） - 清子 役
  - 八代将軍吉宗（1995年） - 安宮照子 役
  - 風林火山（2007年） - 寿桂尼 役
  - 軍師官兵衛（2014年） - ナレーション（第1回 - 第6回）※遺作[13]
- ザ・ガードマン（1965年 大映テレビ室 TBS）第7話「狂った獣」、第16話「ガードマンを罠にかけろ」
- 源氏物語（1965年- 1966年 毎日放送） - 夕顔 役
- 花ひらくとき（1966年 NHK総合 NHK劇場） - 三田村慶子（異母姉妹の姉） 役
- 千姫（1966年 毎日放送） - 千姫 役
- 新雪（1966年 日本テレビ / 大映テレビ室）
- 暢気眼鏡（1967年 TBS） - 芳江 役
- 俄－浪華遊侠伝（1970年 TBS 木下恵介・人間の歌シリーズ） - 小左門 役
- 銀河ドラマ→銀河テレビ小説（NHK総合）
  - 千鳥（1970年）
  - 廃墟にて（1971年）
  - 宗方姉妹（1973年）
  - 影は崩れた（1976年）
- 木枯し紋次郎 第1シリーズ 第4話「女人講の闇を裂く」（1972年 フジテレビ）- お筆 役
- 赤ひげ 第46話「駆込み訴え」（1973年 NHK総合）
- 旅人異三郎　第13回「つかの間の恋に女心が濡れた」（1973年 東京12チャンネル / 三船プロ）- お志乃 役
- 華麗なる一族（1974年 - 1975年 毎日放送 / 東宝） - 三雲志保 役
- 楽屋のれん（1975年3月31日 フジテレビ） - 里江 役
- 連続テレビ小説（NHK総合）
  - おはようさん（1975年 - 1976年） - あかり 役
  - ハイカラさん（1982年） - 花 役
  - ひまわり（1996年） - 南田薫乃 役
  - てるてる家族（2003年 - 2004年） - 岩田ヨネ 役
  - だんだん（2008 - 2009年） - 花村久乃 役
- 痛快!河内山宗俊 第21話「妻恋い、母恋い風ひとつ」（1976年 フジテレビ）
- 幻花（1977年 テレビ朝日） - お今 役
- 必殺商売人 第8話「夢売ります手折れ花」（1978年 朝日放送） - 北岡菊
- 青春の証明（1978年 毎日放送） - 時子 役
- 大岡越前 第5部 第3話「欲しかった思い遣り」（1978年2月20日 TBS / C.A.L） - きの 役
- 水戸黄門 第9部 第14話「鈴に秘めた愛 -高田-」（1978年11月6日 TBS / C.A.L） - お梶 役
- 伝七捕物帳 第1話「この子どこの子」（1979年2月11日 テレビ朝日）
- 新・座頭市Ⅲ 第17話「この子誰の子」（1979年8月27日 フジテレビ）
- 森繁久彌のおやじは熟年（1981年 テレビ朝日）
- 雄気堂々 若き日の渋沢栄一（1982年1月3日 NHK総合） - 渋沢えい 役
- 火曜サスペンス劇場「家族の選択」（1983年 日本テレビ）
- 花へんろ（1985年 - 1988年 NHK総合 ドラマ人間模様） - フサ子 役
- 木曜ゴールデンドラマ「帰ってきた娘」（1986年、よみうりテレビ）
- 武蔵坊弁慶（1986年 NHK総合） - 常盤御前 役
- 男と女のミステリー「飢餓海峡」（1988年 フジテレビ） - 弓坂織江 役
- 家族物語（1990年 NHK総合）
- ドラマ新銀河「親子は他人の始まり」（1993年 NHK総合）- 堀川きく子 役
- きのうの敵は今日も敵（1995年 TBS 東芝日曜劇場）
- 金曜エンタテイメント「浅見光彦シリーズ・伊香保殺人事件」（1995年 フジテレビ）
- 温泉へ行こう1〜5（1999年 - 2005年 TBS 愛の劇場） - 蔵原志津枝 役/ 蔵原（桜井）由季乃 役（二役）
- 柳橋慕情（2000年 NHK総合 NHK時代劇ロマン）
- 御家人斬九郎 第5シリーズ 第7話「母の夢」（2002年 フジテレビ / 映像京都） - 倉林琴江 役
- ホーム&アウェイ（2002年、フジテレビ）
- 松本清張没後10年特別企画・家紋 （2002年 テレビ東京） - 富島政江 役
- ザ・ミステリー「さすらい署長 風間昭平　みちのく北上川殺人事件1」（2003年、テレビ東京） - 南坂正子
- 向田邦子の恋文（2004年 TBS）
- ねばる女（2004年 NHK総合） - 根本良子 役
- 不機嫌なジーン（2005年 フジテレビ）- 仁子の母
- 柳生十兵衛七番勝負 島原の乱 第4話「慈父の剣」（2006年 NHK総合）
- フェイク 京都美術事件絵巻（2011年 NHK総合）
- マドンナ・ヴェルデ〜娘のために産むこと〜（2011年 NHK総合）
- ハンチョウ〜神南署安積班〜（2011年 TBS） - 本間清子 役
- 月曜ゴールデン（TBS）
  - 「浅見光彦シリーズ30」（2011年） - 宇戸佳代（深草千尋） 役
- CBC開局60周年記念スペシャルドラマ「初秋」（2011年10月8日 CBC） - 旅館の女将 役
- 蝶々さん（2011年） - 伊東みわ 役
- 悪夢ちゃん（2012年 日本テレビ） - シスター・マリカ 役
- 水曜ミステリー9「女三代 如月法律事務所」（2012・2013年 テレビ東京・BSジャパン） - 如月暁代 役
- 恐竜せんせい（2013年 NHK BSP） - 玉邑ツネ 役
- 足尾から来た女（2014年 NHK総合） - 影山楳子 役

### 舞台
- 剣客商売（1975年6月、帝国劇場） - 伊藤正江 役

### その他
- 第16回NHK紅白歌合戦（1965年12月31日、NHK総合・ラジオ第1） - 審査員
- 凡児の娘をよろしく（関西テレビ）

### CM
- 東京ガス（1965年 - 1969年）[14]
- NTTドコモ - ドコモ田家編（2013年）